# Claire Emilie MacDonnel

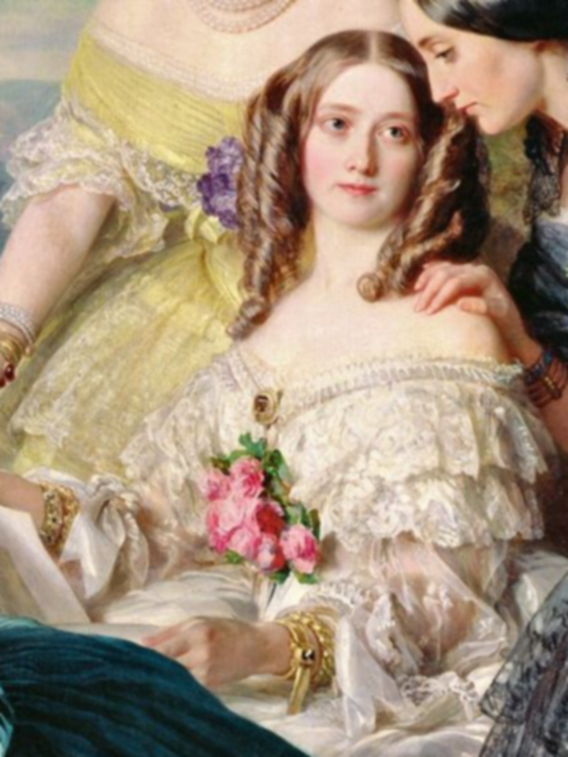
Claire Emilie MacDonnel

Claire Emilie MacDonnel, markisinnan de Marisma, även kallad Claire Emilie Mac Donell de Marisma, född 1817, död 1905, var en fransk markisinna och hovfunktionär. Hon var hovdam (dame du palais) hos kejsarinnan Eugénie av Frankrike.  
Claire Emilie MacDonnel var dotter till Hugh MacDonnel och Ida Louise Ulrich, gifte sig 1841 med Alexandre Aguado Moreno (1813–1861), marquis de Las Marismas de Guadalquivir; sedan hennes förste make avlidit på ett sinnessjukhus, gifte hon 1863 om sig med sin före detta svåger (sin makes bror), Onésipe Aguado, vicomte Aguado (1830–1893). 
När Eugénies hov skapades efter hennes giftermål 1853 bestod dess hovdamer av en grande-maîtresse eller överhovmästarinna (Anne d'Essling), en dame d'honneur (Pauline de Bassano) och därutöver sex dames du palais, som turades om att tjänstgöra en vecka i taget förutom vid särskilda tillfällen; antalet dames du palais utökades senare till tolv. De första hovdamerna valdes ut från Eugénies egen umgängeskrets från tiden före giftermålet. 
Hon tillhörde Eugénies personliga vänner; de hade känt varandra sedan hennes uppväxt i Spanien. Hon gjorde succé i societetslivet och beskrevs som "den mest älskvärda kvinnan i Paris".  Berömd för sin skönhet, hörde hon även till den parisiska societetens mest framgångsrika värdinnor: hennes hem beskrivs som en samlingspunkt för Paris societetsliv, som frekventerades av främmande furstar på besök i staden.  Efter kejsardömets fall drog hon sig tillbaka från sällskapslivet eftersom hon ska ha ansett det illojalt mot Eugenie att fortsätta delta i societeten under en ny regering. 
Hon tillhör de hovdamer som porträtterats tillsammans med Eugenie i den berömda tavlan av Franz Xaver Winterhalter, Eugénie av Frankrike med sina hovdamer, från 1855.